# Полярен кръг
Полярен кръг е въображама линия на повърхността на планета, паралел, над чиято ширина се наблюдават полярен ден и полярна нощ. Полярният кръг може да съществува само на планета, чийто наклон на оста на въртене спрямо равнината на орбитата (еклиптиката) е по-голям от нула. Ширината на полярните кръгове се определя от наклона на оста на въртене на планетата: от географската ширина на полюса (равна на 90°) се изважда наклонът на оста на планетата в градуси.
На Земята понятието може да се отнася или за Северния полярен кръг, или за Южния полярен кръг. Те са разположени на ширина ±66°33′54″ (66,562°). На ширината на полярния кръг, в деня на зимното слънцестоене централната точка на диска на Слънцето в момента на същинския обед (горната кулминация на Слънцето) е в контакт с линията на хоризонта. От полярния кръг до географския полюс на планетата лежи полярния пояс.

## Територии, през които минава полярният кръг на Земята
Северен полярен кръг:
- Норвегия – фюлке Норлан;
- Швеция – лен Норботен;
- Финландия – провинция Лапландия;
- Русия – Република Карелия, Мурманска област, Архангелска област (остров Нова Земя), Ненецки автономен окръг, Република Коми, Ямало-Ненецки автономен окръг, Красноярски край, Якутия, Чукотски автономен окръг;
- САЩ – щат Аляска;
- Канада – територия Юкон, Северозападни територии, територия Нунавут;
- Дания – автономна единица Гренландия;
- Исландия – регион Нордюрланд Ейстра (остров Гримсей).

Южен полярен кръг:
- Антарктида.

## На Марс
Марс се върти около своята ос почти по същия начин като Земята – оста на въртене е наклонена спрямо равнината на орбита под ъгъл 25,19°, което е много близко до наклона на земната ос (23,45°). Това означава, че промяната на деня и нощта, както и промяната на годишните времена на Марс протичат почти по същия начин като на Земята. Разположението на полярните кръгове е близко до това на Земята – ширината е около ±64,81°.